# Вернявино
Вернявино — деревня в Палкинском районе Псковской области России.
Административный центр Черской волости.
Расположена в 40 км к северо-востоку от районного центра — посёлка городского типа Палкино.

## Население
| 2001 | 2002 | 2010 | 2014 | 2015 | 2016 |
| ---- | ---- | ---- | ---- | ---- | ---- |
| 706  | ↘630 | ↘571 | ↗610 | ↗611 | ↘602 |